# リコリヌス
リコリヌス (学名: Lycorhinus、"オオカミの鼻面"の意味) は、前期ジュラ紀ヘッタンギアン期からシネムーリアン期まで生息し、南アフリカのエリオット層から発見されたヘテロドントサウルス科の恐竜の属。発見当は哺乳類の祖先である哺乳類のキノドン類と顎の骨が似ておりキノドン類と間違えられリコリヌスという名前の由来になった。

## 特徴

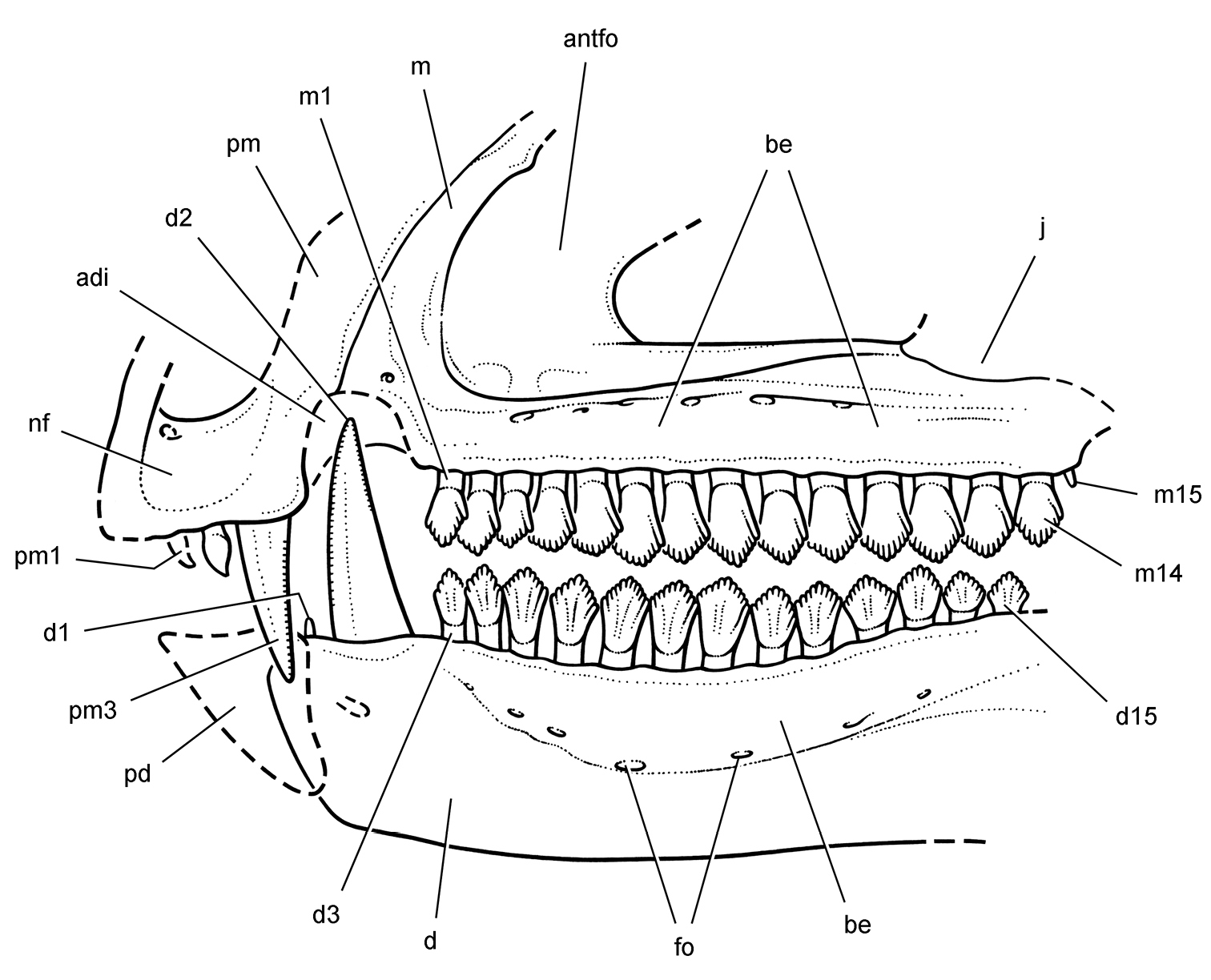
リコリヌスの顎の骨の想像復元図

ほとんどのヘテロドントサウルス科と同じように哺乳類のような犬歯を持っていたのが特徴。ヘテロドントサウルス科以外の恐竜にはこのような特徴はない。牙のような歯は奥歯の約3倍の長さでとても鋭く長かった。

## 概要
ヘテロドントサウルスによく似た上下の顎の化石だけ見つかっている。主に植物を食べていた。推定全長は約１.2メートルでヘテロドントサウルス科としては少し大きな方。